# 31.ª edición de los Premios Óscar
La 31.ª edición de los Premios Óscar se celebró el 6 de abril de 1959 en el RKO Pantages Theatre de Hollywood, siendo presentada por Bob Hope, Jerry Lewis, David Niven, Laurence Olivier, Tony Randall y Mort Sahl.
Gigi fue la última película hasta El último emperador que ganó el premio a la Mejor Película sin tener ninguna nominación interpretativa. También tuvo el récord, junto con El último emperador, de película con mayor número de nominaciones en conseguir todos los premios a los que optaba (9), aunque este récord fue superado en 2003 por El Señor de los Anillos: el retorno del Rey que consiguió ganar las 11 nominaciones a las que optaba.

## Ganadores y nominados

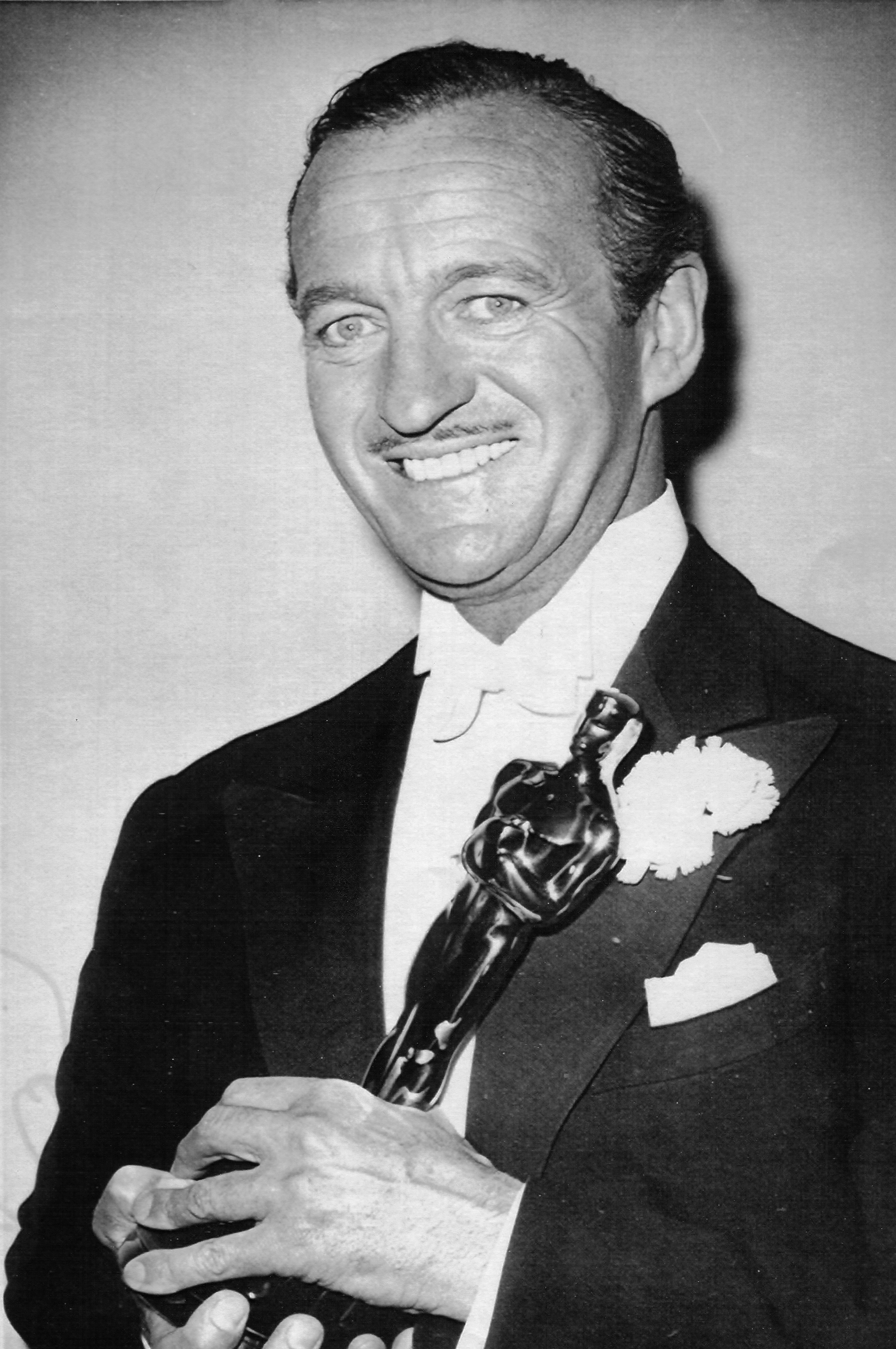
David Niven obtuvo su único Óscar como mejor actor por Mesas separadas.

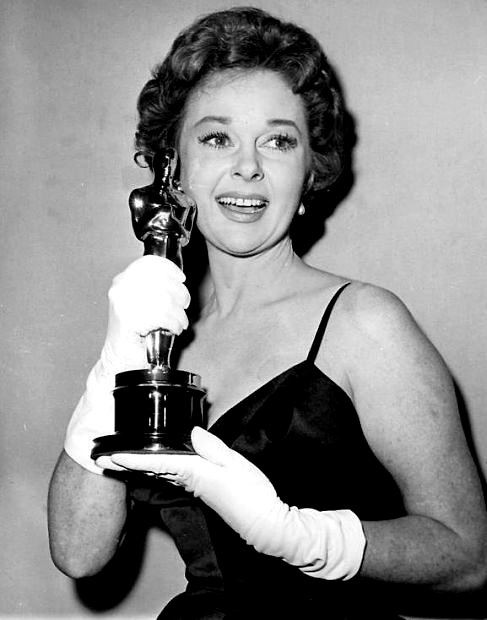
Susan Hayward obtuvo el Óscar a la mejor actriz por ¡Quiero vivir!.

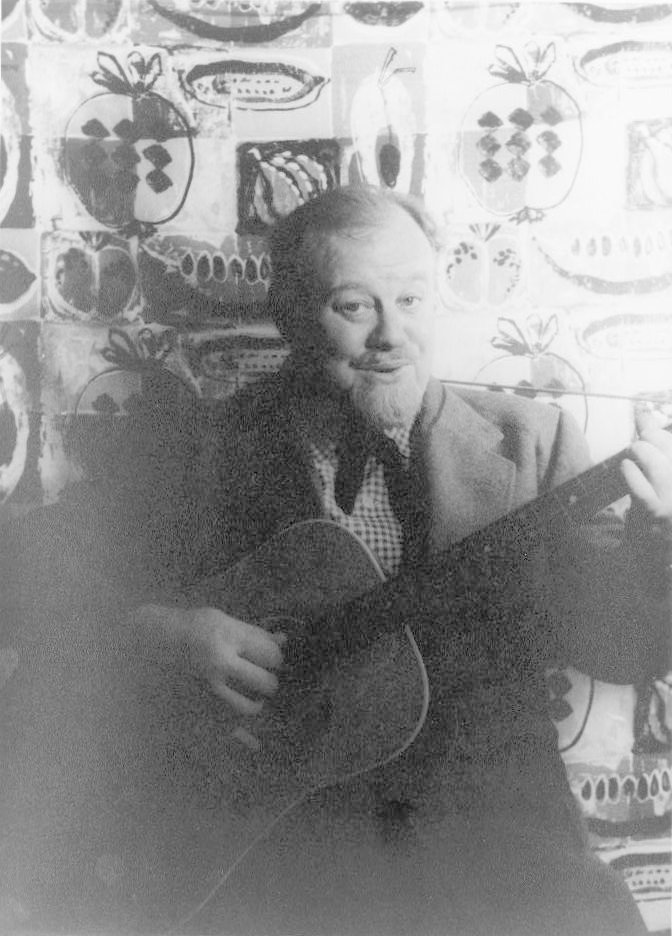
Burl Ives obtuvo el Óscar al mejor actor de reparto por Horizontes de grandeza.

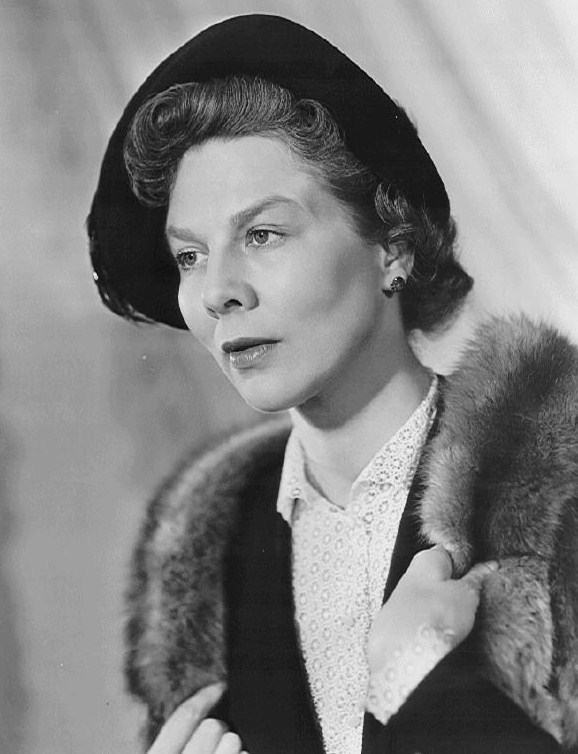
Wendy Hiller obtuvo el Óscar a la mejor actriz de reparto por Mesas separadas.

Indica el ganador dentro de cada categoría.
| Mejor película Presentado por: Ingrid Bergman y Cary Grant Gigi — Arthur Freed, productor - Cat on a Hot Tin Roof (La gata sobre el tejado de zinc) — Lawrence Weingarten, productor - The Defiant Ones (Fugitivos) — Stanley Kramer, productor - Separate Tables (Mesas separadas) — Harold Hecht, productor - Auntie Mame (Tía y mamá) — Jack L. Warner, productor | Mejor dirección Presentado por: Gary Cooper y Millie Perkins Vincente Minnelli — Gigi - Richard Brooks — Cat on a Hot Tin Roof (La gata sobre el tejado de zinc) - Stanley Kramer — The Defiant Ones (Fugitivos) - Mark Robson — The Inn of the Sixth Happiness (El albergue de la sexta felicidad) - Robert Wise — I Want to Live! (¡Quiero vivir!) |
| Mejor actor Presentado por: Irene Dunne y John Wayne David Niven — Separate Tables (Mesas separadas) - Tony Curtis — The Defiant Ones (Fugitivos) - Paul Newman — Cat on a Hot Tin Roof (La gata sobre el tejado de zinc) - Sidney Poitier — The Defiant Ones (Fugitivos) - Spencer Tracy — The Old Man and the Sea (El viejo y el mar) | Mejor actriz Presentado por: James Cagney y Kim Novak Susan Hayward — I Want to Live! (¡Quiero vivir!) - Deborah Kerr — Separate Tables (Mesas separadas) - Shirley MacLaine — Some Came Running (Como un torrente) - Rosalind Russell — Auntie Mame (Tía y mamá) - Elizabeth Taylor — Cat on a Hot Tin Roof (La gata sobre el tejado de zinc) |
| Mejor actor de reparto Presentado por: Bette Davis y Anthony Quinn Burl Ives — The Big Country (Horizontes de grandeza) - Theodore Bikel — The Defiant Ones (Fugitivos) - Lee J. Cobb — The Brothers Karamazov (Los hermanos Karamazov) - Gig Young — Teacher's Pet (Enséñame a querer) - Arthur Kennedy — Some Came Running (Como un torrente) | Mejor actriz de reparto Presentado por: Red Buttons y Shelley Winters Wendy Hiller — Separate Tables (Mesas separadas) - Peggy Cass — Auntie Mame (Tía y mamá) - Martha Hyer — Some Came Running (Como un torrente) - Maureen Stapleton — Lonelyhearts (Corazones solitarios) - Cara Williams — The Defiant Ones (Fugitivos) |
| Mejor argumento y guion escritos directamente para la pantalla Presentado por: Dirk Bogarde, Van Heflin y Elizabeth Taylor The Defiant Ones (Fugitivos) — Nedrick Young y Harold Jacob Smith - Houseboat (Cintia) — Melville Shavelson y Jack Rose - The Goddess (La diosa) — Paddy Chayefsky - Teacher's Pet (Enséñame a querer) — Fay Kanin y Michael Kanin - The Sheepman (Furia en el valle) — James Edward Grant y William Bowers | Mejor guion basado en material de otro medio Presentado por: Dirk Bogarde, Van Heflin y Elizabeth Taylor Gigi — Alan Jay Lerner - Cat on a Hot Tin Roof (La gata sobre el tejado de zinc) — Richard Brooks y James Poe - The Horse's Mouth (Un genio anda suelto) — Alec Guinness - Separate Tables (Mesas separadas) — Terence Rattigan y John Gay - I Want to Live! (¡Quiero vivir!) — Nelson Gidding y Don Mankiewicz |
| Mejor cortometraje Presentado por: Tony Curtis y Janet Leigh Grand Canyon — Walt Disney , productor James Algar,director - Journey Into Spring - Ian Ferguson - The Kiss - John Patrick Hayes - Snows of Aorangi - New Zealand Screen Board - T Is for Tumbleweed - James A. Lebenthal | Mejor cortometraje animado Presentado por: Tony Curtis y Janet Leigh Knighty Knight Bugs - John W. Burton - Paul Bunyan — Walt Disney - Sidney's Family Tree- William M. Weiss |
| Mejor documental largo Presentado por: Robert Wagner y Natalie Wood White Wilderness — Ben Sharpsteen, productor James Algar,director - Antarctic Crossing - James Carr - The Hidden World - Robert Snyder - Psychiatric Nursing - Nathan Zucker | Mejor documental corto Presentado por: Robert Wagner y Natalie Wood Ama Girls — Ben Sharpsteen - Employees Only - Kenneth G. Brown - Journey Into Spring - Ian Ferguson - The Living Stone - Tom Daly - Overture - Thorold Dickinson y Gian Luigi Polidoro |
| Mejor película de habla no inglesa Presentado por: Cyd Charisse y Robert Stack Mon oncle (Mi tío), de Jacques Tati ( Francia) - Cesta duga godinu dana (El camino de un año), de Giuseppe de Santis (Yugoslavia) - Helden (Chocolate para dos), de Franz Peter Wirth (Alemania) - I soliti ignoti (Rufufú), de Mario Monicelli (Italia) - La venganza, de Juan Antonio Bardem (España) | |
| Mejor banda sonora de una película dramática o comedia Presentado por: Anthony Franciosa y Eva Marie Saint The Old Man and the Sea (El viejo y el mar) - Dimitri Tiomkin - The Young Lions (El baile de los malditos) – Hugo Friedhofer - The Big Country (Horizontes de grandeza) – Jerome Moross - Island In The Sky (El infierno blanco) – Oliver Wallace - Separate Tables (Mesas separadas) – David Raksin | Mejor orquestación de una película musical Presentado por: Anthony Franciosa y Eva Marie Saint Gigi - André Previn - The Bolshoi Ballet – Yuri Faier y Gennadi Rozhdéstvenski - Damn Yankees! (Malditos Yanquis) – Ray Heindorf - Mardi Gras (Martes de carnaval) – Lionel Newman - South Pacific (Al sur del Pacífico) - Alfred Newman y Ken Darby |
| Mejor canción original Presentado por: Sophia Loren y Dean Martin «Gigi» de Gigi; compuesta por Frederick Loewe y Alan Jay Lerner - «Almost in Your Arms» de Houseboat (Cintia); compuesta por Jay Livingston y Ray Evans - «A Certain Smile» de A Certain Smile (Un cierta sonrisa); compuesta por Sammy Fain y Paul Francis Webster - «To Love and Be Loved» de Some Came Running (Como un torrente); compuesta por James Van Heusen y Sammy Cahn - «A Very Precious Love» de Marjorie Morningstar (Nací para ti); compuesta por Sammy Fain y Paul Francis Webster | Mejor sonido Presentado por: Charlton Heston y Jane Wyman South Pacific (Al sur del Pacífico) — Fred Hynes y el departamento de sonido de Todd-AO - I Want to Live! (¡Quiero vivir!) — Gordon Sawyer y el departamento de sonido de los estudios Samuel Goldwyn - A Time to Love and a Time to Die (Tiempo de amar, tiempo de morir) — Leslie Carey y el departamento de sonido de los estudios Universal - The Young Lions (El baile de los malditos) — Carl Faulkner y el departamento de sonido de los estudios 20th Century Fox - Vértigo — George Dutton y el departamento de sonido de los estudios Paramount |
| Mejor fotografía - Blanco y negro Presentado por: Doris Day y Rock Hudson The Defiant Ones (Fugitivos) — Sam Leavitt - The Young Lions (El baile de los malditos) — Joe MacDonald - Desire Under the Elms (Deseo bajo los olmos) — Daniel Fapp - I Want to Live! (¡Quiero vivir!) — Lionel Lindon - Separate Tables (Mesas separadas) — Charles Lang | Mejor fotografía - Color Presentado por: Doris Day y Rock Hudson Gigi — Joseph Ruttenberg - Cat on a Hot Tin Roof (La gata sobre el tejado de zinc) — William Daniels - Auntie Mame (Tía y mamá) — Harry Stradling - South Pacific (Al sur del Pacífico) — Leon Shamroy - The Old Man and the Sea (El viejo y el mar) — James Wong Howe |
| Mejor dirección de arte Presentado por: Eddie Albert y Vincent Price Gigi — William Horning, Preston Ames, Henry Grace y Keogh Gleason - A Certain Smile (Una cierta sonrisa) — Lyle Wheeler, John DeCuir, Walter Scott y Paul Fox - Bell, Book and Candle (Me enamoré de una bruja) — Cary Odell y Louis Diage - Auntie Mame (Tía y mamá) — Malcom Bert y George James Hopkins - Vértigo — Hal Pereira, Henry Bumstead, Sam Comer y Frank McKelvy | Mejor diseño de vestuario Presentado por: Wendell Corey y Ernie Kovacs Gigi — Cecil Beaton - The Buccaneer (Los bucaneros) — Ralph Jester, Edith Head y John Jensen - A Certain Smile (Una cierta sonrisa) — Charles LeMaire y Mary Wills - Some Came Running (Como un torrente) — Walter Plunkett - Bell, Book and Candle (Me enamoré de una bruja) — Jean Louis |
| Mejor montaje Presentado por: Steve Forrest y Jean Simmons Gigi — Adrienne Fazan - Cowboy — William Lyon y Al Clark - The Defiant Ones (Fugitivos) — Frederick Knudtson - I Want to Live! (¡Quiero vivir!) — William Hornbeck - Auntie Mame (Tía y mamá) — William Ziegler | Mejores efectos especiales Presentado por: Shirley MacLaine y Peter Ustinov Tom Thumb (El pequeño gigante) — Tom Howard - Torpedo Run (El último torpedo) — A. Arnold Gillespie y Harold Humbrock |

### Óscar honorífico
- Maurice Chevalier, por su contribución al mundo del espectáculo durante más de 50 años.

## Premios y nominaciones múltiples
| Película                                                | Nominaciones | Premios |
| ------------------------------------------------------- | ------------ | ------- |
| Gigi                                                    | 9            | 9       |
| The Defiant Ones (Fugitivos)                            | 9            | 2       |
| Separate Tables (Mesas separadas)                       | 7            | 2       |
| I Want to Live! (¡Quiero vivir!)                        | 6            | 1       |
| South Pacific (Al sur del Pacífico)                     | 3            | 1       |
| The Old Man and the Sea (El viejo y el mar)             | 3            | 1       |
| The Big Country (Horizontes de grandeza)                | 2            | 1       |
| Mon oncle (Mi tío)                                      | 1            | 1       |
| Tom Thumb (El pequeño gigante)                          | 1            | 1       |
| Cat on a Hot Tin Roof (La gata sobre el tejado de zinc) | 6            | 0       |
| Auntie Mame (Tía y mamá)                                | 6            | 0       |
| Some Came Running (Como un torrente)                    | 5            | 0       |
| A Certain Smile (Una cierta sonrisa)                    | 3            | 0       |
| The Young Lions (El baile de los malditos)              | 3            | 0       |
| Bell, Book and Candle (Me enamoré de una bruja)         | 2            | 0       |
| Houseboat (Cintia)                                      | 2            | 0       |
| Teacher's Pet (Enséñame a querer)                       | 2            | 0       |
| Vértigo                                                 | 2            | 0       |